# 상공로
상공로(Sanggong-ro)는 대한민국 경상북도 포항시 남구 대도동 시민볼링장앞에서 송도동을 거쳐 연결하는 도로이다.

## 노선 경로
| 시민볼링장앞       | 희망대로             | 경주 방향 포스코 · 송도 방향   |
| 사거리 명칭 미상   | 중섬로, 상공로32번길 |                                |
| 사거리 명칭 미상   | 상대로               |                                |
| 상공회의소앞사거리 | 포스코대로           | 포항 방향 포스코 · 구룡포 방향 |
| 사거리 명칭 미상   | 대해로               |                                |
| 사거리 명칭 미상   | 중앙로               | 포항 방향 포스코 · 구룡포 방향 |
| 사거리 명칭 미상   | 해동로               |                                |
| 삼거리 명칭 미상   | 희망대로             |                                |

## 주요 건물 및 시설
- 상대파출소 - 경상북도 포항시 남구 상공로 8
- 포항CBS - 경상북도 포항시 남구 상공로 10